# Regidor
Regidor – miasto w Kolumbii, w departamencie Bolívar.